# Eternamiente
Eternamiente es el quinto álbum de estudio de la banda de rock Molotov, lanzado al mercado el 16 de octubre de 2007 por Universal Music Group. Contiene en total 18 canciones que se componen de los cuatro EP (de cuatro canciones cada uno y dos temas extras) que realizaron cada uno de los integrantes del grupo por separado. Estos EP son Hasta la basura se separa de Micky Huidobro, El Plan de Ayala de Paco Ayala, Sintitolo de Tito Fuentes y Miss Canciones de Randy Ebright.
El nombre Eternamiente hace creer al público que los integrantes de Molotov seguirán juntos para siempre después de superar el episodio de la falsa separación. Aunque oficialmente cada miembro realizó su trabajo por separado, Randy Ebright intervino en los cuatro EP  mientras que Tito Fuentes lo hizo en algunos temas.

## Lista de canciones
| N.º   | Título                            | Escritor(es)   | Duración |  |
| 1.    | «No Deje Que El Peje Lo Apendeje» | Micky Huidobro | 3:36     |  |
| 2.    | «Eternamiente Molotov»            | Micky Huidobro | 2:22     |  |
| 3.    | «Hasta La Basura Se Separa»       | Micky Huidobro | 4:12     |  |
| 4.    | «Huidos Needs No Education»       | Micky Huidobro | 3:04     |  |
| 5.    | «Déjate Algo»                     | Paco Ayala     | 3:15     |  |
| 6.    | «No Me Moleste Nadie»             | Paco Ayala     | 3:29     |  |
| 7.    | «Fiel Por Feo (FXF)»              | Paco Ayala     | 4:13     |  |
| 8.    | «Bien»                            | Paco Ayala     | 3:54     |  |
| 9.    | «Yofo»                            | Tito Fuentes   | 3:31     |  |
| 10.   | «DDT»                             | Tito Fuentes   | 3:36     |  |
| 11.   | «Yase»                            | Tito Fuentes   | 2:55     |  |
| 12.   | «Por?»                            | Tito Fuentes   | 2:39     |  |
| 13.   | «Sentido Común»                   | Randy Ebright  | 2:41     |  |
| 14.   | «Blame Me»                        | Randy Ebright  | 2:51     |  |
| 15.   | «Guácala Qué Rico»                | Randy Ebright  | 3:27     |  |
| 16.   | «Watts»                           | Randy Ebright  | 2:55     |  |
| 17.   | «Eternamiente Molotov» (Acústico) |                | 4:03     |  |
| 18.   | «Girls Singing (Outro)»           |                | 0:43     |  |
| 52:28 |                                   |                |          |  |